# Tresetište Ždralovac
Tresetište Ždralovac nalazi se na sjeverozapadu Livanjskog polja između Livna i Bosanskog Grahova.
Značajno je močvarno područje obuhvaćeno makrofitskom vegetacijom trstika i mrijesnjaka.
S ovog tresetišta se eksploatira treset čime se nanosi šteta ovom posebnom području.
U listopadu 2012. godine pokrenut je Projekt rehabilitacije tresetišta Ždralovac.